# Hubert Bruls

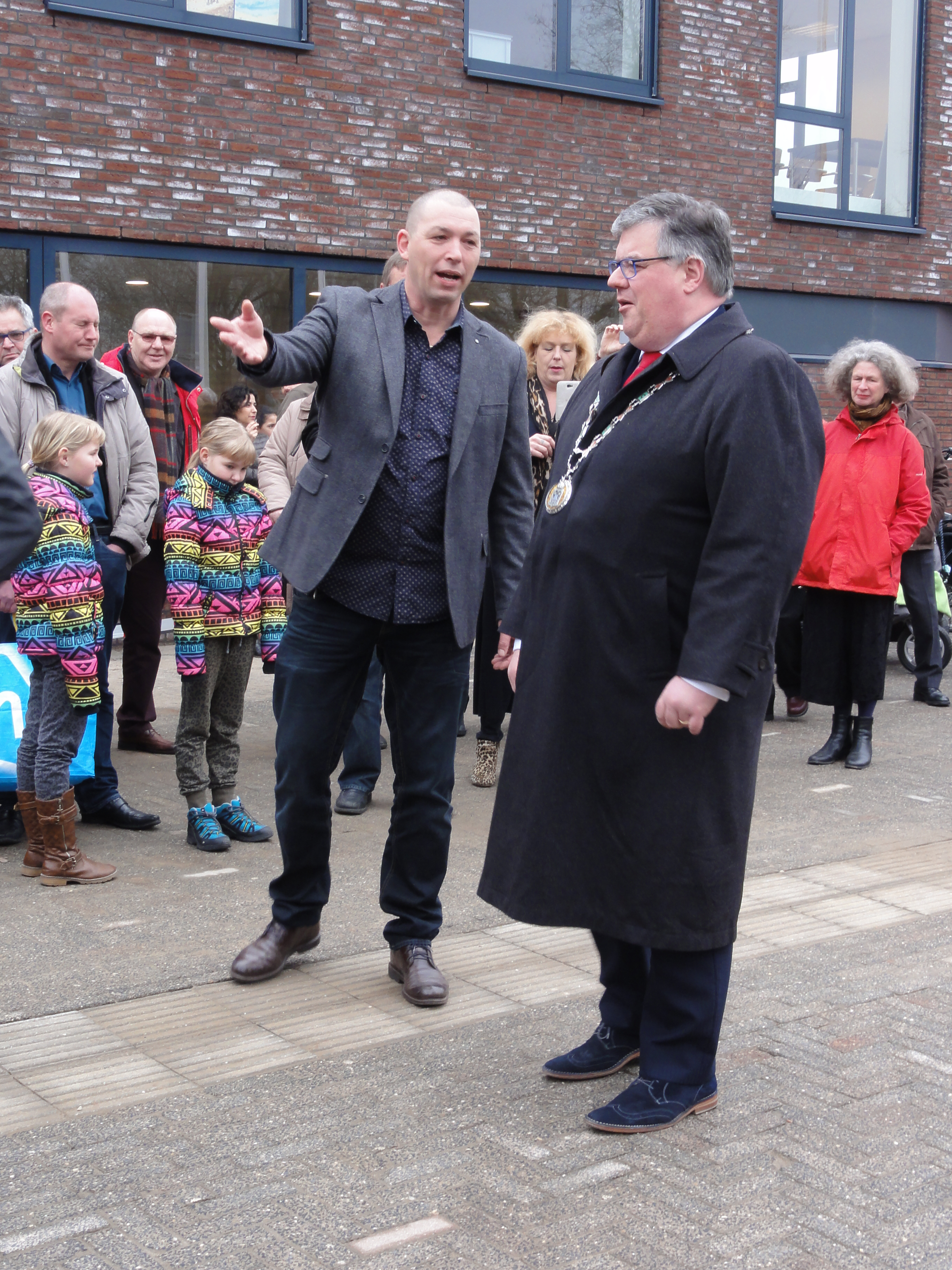
Hubert Bruls (rechts) bei der Wiedereröffnung des Stadtteilzentrums in Nijmegen-Dukenburg (2015)

Hubertus Maria Franciscus (Hubert) Bruls (* 6. Februar 1966 in Nuth) ist ein niederländischer Politiker des Christen-Democratisch Appèl (CDA) und seit 2012 Bürgermeister der Gemeinde Nijmegen.

## Leben
Bruls wuchs im Südosten der Niederlande, in der Provinz Limburg, auf und besuchte von 1978 bis 1984 das bischöfliche Kollegium in Sittard. Anschließend studierte er acht Jahre lang Politikwissenschaft an der Katholieke Universiteit Nijmegen. Seit 1986 ist Bruls Mitglied der CDA. Seine Laufbahn hatte 1993 beim Beamtenverband NOVON/ABVAKABO begonnen, bis er bei den Kommunalwahlen 1998 in den Rat der Gemeinde Nijmegen gewählt wurde. Nach kurzer Zeit übernahm er im Jahre 1999 die Position eines Beigeordneten im College van burgemeester en wethouders der Gemeinde Nijmegen und hatte diese bis zum Ende der Legislaturperiode, bis 2002, inne. Daraufhin saß er zwischen 2002 und 2005 als Mitglied der CDA in der Zweiten Kammer. Mit Eingang vom 1. Oktober 2005 wurde Bruls zum Bürgermeister von Venlo ernannt und leitete dieses Amt bis Mai 2012, nachdem er am 2. März gleichen Jahres als neuer Bürgermeister von Nijmegen vorgeschlagen worden war. Dieses Amt bekleidet er seit dem 21. Mai 2012 und wurde 2018 nach seiner ersten Amtszeit für weitere sechs Jahre berufen. 2024 wurde er für weitere sechs Jahre im Amt bestätigt.

### Belege
- Hubert Bruls. In: ru.nl. Radboud Universiteit (niederländisch)
- Burgemeester Hubert Bruls. In: nijmegen.nl. Gemeente Nijmegen (niederländisch)

### Einzelbelege
1. ↑  Geert Willems: Bruls: nog eens zes jaar burgemeester van Nijmegen. In: de Gelderlander. Wegener, 6. Juni 2018, abgerufen am 27. Januar 2019 (niederländisch).
2. ↑  Herbenoeming burgemeester Bruls door commissaris Koning. In: Stadt Nijmegen. 17. Mai 2024, abgerufen am 23. Juni 2024 (niederländisch).